# Хемпель, Ян
Ян Хе́мпель (нем. Jan Hempel; 21 августа 1971, Дрезден, ГДР) — немецкий прыгун в воду, двукратный призёр летних Олимпийских игр, двукратный призёр чемпионата мира 1998 года, четырёхкратный чемпион Европы.

## Спортивная биография
Первый крупный успех к Хемпелю пришёл уже в 16 лет, когда он стал серебряным призёром чемпионата Европы в прыжках с вышки. В 1988 году 17-летний Ян Хемпель дебютировал на летних Олимпийских играх в составе сборной ГДР. Немецкий прыгун выступил в соревнованиях с 10-метровой вышки. По итогам квалификации Хемпель занял 5-е место и смог пробиться в финал, где, набрав 583,77 балла, также стал 5-м. В 1989 году Хемпель вновь стал призёром европейского первенства, став третьим в прыжках с трамплина и вторым в прыжках с вышки.
На летних Олимпийских играх 1992 года в Барселоне Хемпель выступил сразу в двух дисциплинах. В прыжках с трёхметрового трамплина Ян не смог преодолеть квалификационный раунд, заняв всего лишь 18-е место. В соревнованиях по прыжкам с вышки Хемпель был очень близок к попаданию на пьедестал, однако немецкий прыгун занял лишь 4-е место, отстав от, занявшего третье место китайца Сюн Ни на 25 баллов. В 1993 году на континентальном первенстве в Шеффилде Хемпель выиграл своё первое золото европейских первенств, став первым в прыжках с трамплина. Также на этом чемпионате Ян стал третьим в прыжках с вышки. В 1995 году Хемпель стал двукратным серебряным призёром чемпионата Европы.
Летние Олимпийские игры 1996 года в Атланте сложились для немецкого прыгуна очень успешно. В прыжках с трёхметровго трамплина Хемпелю вновь удалось пробиться в финал, но побороться за высокие места Яну не удалось. Набрав сумму 622,32 очка Хемпель занял 7-е место, но настоящий успех к немецкому прыгуну пришёл в соревнованиях по прыжкам с вышки. После квалификационного раунда и полуфинала Хемпель был близок, но не входил в число трёх лучших, но отлично выполненные финальные прыжки позволили Яну стать серебряным призёром Олимпийских игр. По сумме баллов Хемпель уступил только россиянину Дмитрию Саутину. На чемпионате Европы 1997 года в Севилье Хемпелю не было равных в прыжках с вышки. Немецкий прыгун выиграл золото и в личных прыжках, и в синхронных прыжках в паре с Михаэлем Кюхне. Чемпионат мира 1998 года в австралийском Перте стал самым удачным в карьере Хемпеля. В прыжках с 10-метровой вышки немецкий прыгун занял третье место, вновь уступив Саутину, а также китайскому прыгуну Тянь Ляну. В синхронных прыжках с вышки Хемпель в паре с Кюхне стал серебряным призёром. В 1999 году Хемпель в паре с Хайко Мейером в 4-й раз стал чемпионом Европы.
На летних Олимпийских играх 2000 года Сиднее Хемпель выступил только в одной индивидуальной дисциплине. В прыжках с десятиметровой вышки немецкий прыгун выступил крайне неудачно, в результате чего, по итогам полуфинальных прыжков Хемпель занял только 15-е место и не смог пробиться в финал. Но без медалей на этих Играх Ян не остался. Хемпель впервые выступил в синхронных прыжках. Партнёром Яна стал Хайко Мейер. Немецкие спортсмены уверенно выполнили все 5 прыжков и стали бронзовыми призёрами, уступив только прыгунам из России и Китая.